# Bjorn Fortuin
Bjorn Carl Fortuin (* 21. Oktober 1994 in Paarl, Südafrika) ist ein südafrikanischer Cricketspieler, der seit 2010 für die südafrikanische Nationalmannschaft spielt.

## Aktive Karriere
Fortuin gab sein First-Class-Debüt in der Saison 2013/14 für North West. In der Saison 2018/19 konnte er mit den Highveld Lions den First-Class-Titel gewinnen, woraufhin er für die Nationalmannschaft berücksichtigt wurde. Im September 2019 gab er in Indien sein Twenty20-Debüt. Sein ODI-Debüt folgte im Februar 2020 gegen England. Im Juli 2021 erzielte er in Irland 3 Wickets für 16 Runs. Er wurde zwar für den ICC Men’s T20 World Cup 2021 nominiert, jedoch nicht eingesetzt, und bei der Ausgabe 2022 war er nur als Reservespieler dabei. Im März 2023 erhielt er einen zentralen Vertrag mit dem südafrikanischen Verband. Im Finale der CSA 4-Day Series 2023/24 hatte er einen wichtigen Anteil am Titelgewinn der Lions. In der Folge wurde er für den Kader beim ICC Men’s T20 World Cup 2024 nominiert.